# Takada Sanae

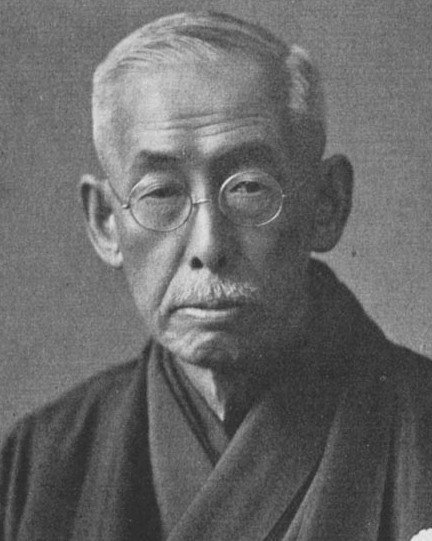
Takada Sanae

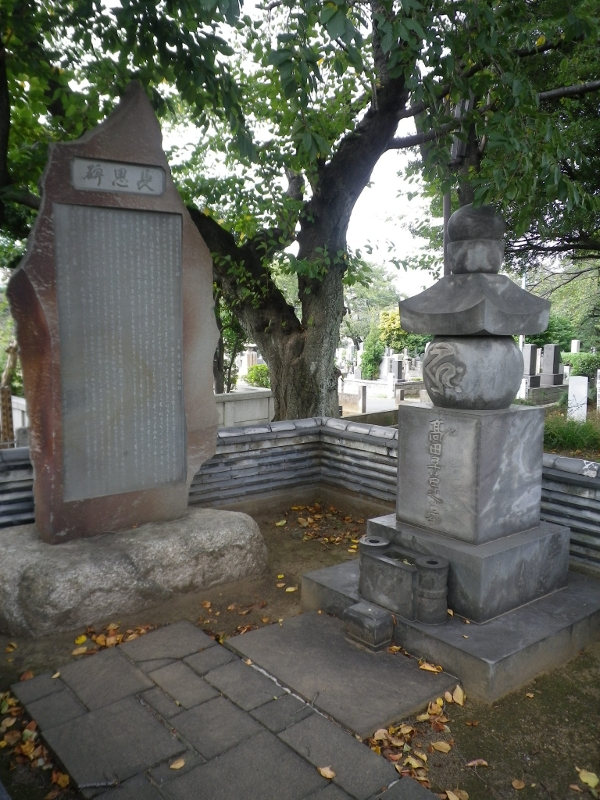
Takadas Grab
Friedhof Somei

Takada Sanae (jap. 高田 早苗, häufig auch Takata Sanae gelesen, Go: Hampō (半峰); geboren 4. April 1860 (gregorianisch)/14.3.Ansei 7 (lunisolar) in Edo (heute Tōkyō); gestorben 3. Dezember 1938 daselbst) war ein japanischer Pädagoge und Politiker.

## Leben und Wirken
Takada Sanae machte 1882 seinen Abschluss an der Universität Tōkyō. Er unterstützte dann Ōkuma Shigenobu bei der Gründung der „Tōkyō Semmon Gakkō“ (東京専門学校), der Vorläufereinrichtung der Waseda-Universität. Als 1890 der Reichstag als nationales Parlament eingerichtet wurde, wurde Takada bei der Wahl 1890 im 2. Wahlkreis von Saitama in das Abgeordnetenhaus (gewähltes Unterhaus) gewählt und danach fünfmal wiedergewählt. 1915 bekam er einen Sitz im Herrenhaus (mehrheitlich ernanntes Oberhaus).
Takada war in der Regierung aktiv, zum einen als Generaldirektor im Außenministerium und im Kultusministerium. Dann war er Kultusminister im Kabinett Ōkuma II.
Seine größte Wirkung entfaltete Takada im Bereich des Managements privater Universitäten, insbesondere der Waseda-Universität. Er wurde dort 1907 Gakuchō (学長) und 1923 der dritte Präsident (総長, Sōchō) der Universität.